# Lesław Czapliński
Lesław Czapliński (ur. 22 kwietnia 1956 w Krakowie) – polski eseista i felietonista, historyk idei, krytyk muzyczny, filmowy i teatralny, tłumacz literatury francuskiej, rosyjskiej i włoskiej. Członek SFP i FIPRESCI, juror festiwali filmowych.

## Życiorys
Absolwent Uniwersytetu Jagiellońskiego.
Przekłady prozy i poezji Arriga Boita, André de Chénier, Mariny Cwietajewej, Dominique'a Fernqandeza, Romaina Garyego Jeana Geneta, Sarkisa Paradżaniana (Siergieja Paradżanowa) i Pier Paolo Pasoliniego. W swych badaniach interesuje się korespondencją sztuk, co wykorzystał do opisu i analizy przedstawień Tadeusza Kantora w kategoriach form muzycznych („Muzyczność – jako kategoria estetyczna, ideał czystej sztuki widowiskowej oraz model jej opisu” (analiza przedstawień Tadeusza Kantora „Umarła klasa” oraz „Wielopole, Wielopole” jako rządzących się prawami rozwoju form muzycznych) w: WYBORY i RYZYKA AWANGARDY. Studia
z teorii awangardy. PWN Łódź 1985). Zajmuje się też związkami pomiędzy sferą obrzędową i widowiskową („Obrzęd taneczny derwiszów Mewlewich” w: DIALOG 5/1983), a także systemami religijnymi i współczesnymi ideologiami („Monoteizm a totalitaryzm” w: dziś 12/2002) oraz ich oddziaływaniem propagandowym na gruncie języka i mediów („Modele propagandy” w: KINO 4/1991, “Katolicka nowomowa” w: dziś 11/2001 i „Język utopii wolnorynkowej” w: dziś 8/2007). Wiele uwagi poświęca mitom tradycyjnej kultury, pisząc m.in. o dybuku (Dybuk". Na pograniczu tradycyjnej kultury i nowoczesnej sztuki" w: Kwartalnik Literacki KRESY 9-10 zima-wiosna/1992) i golemie („Golem, przyrodni brat dybuka” w: OPCJE 1/2000, „Historia golema czyli naśladowanie boskiego aktu stworzenia” w: AKANT 10/2004). Przyswoił polskiemu piśmiennictwu muzycznemu problematykę twórczości operowej na Węgrzech, Łotwie, Ukrainie, w Chorwacji, Gruzji, Armenii i Turcji. Relacjom pomiędzy dwiema dziedzinami sztuki łączącymi różne jej rodzaje, a więc operą i filmem poświęcił studium "Opera na ekranie - nieoczywiste związki" w: Europejskie kino gatunków, tom 4, Wydawnictwo Uniwersytetu Jagiellońskiego 2023. Zajmował się też problematyką filmu żydowskiego w przedwojennej Polsce. Autor książek: